# ブレイン・スカリー
ブレイン・スカリー（Blaine Scully、1988年2月29日 - ）は、アメリカ合衆国の元ラグビーユニオン選手。

## プロフィール
- アメリカ合衆国・カリフォルニア州サクラメント出身。
- ポジションはウイング(WTB)、フルバック(FB)。
- 身長 193cm、体重 92kg
- アメリカ代表通算キャップ数は54。
- 2011W杯・2015W杯・2019W杯のアメリカ代表に選ばれ、2019W杯の時は主将を務めた[1]。
- 7人制アメリカ代表にも選ばれたことがある[2]。

## 略歴
レスター・タイガースを経て、2015年、カーディフ・ブルーズに加入。 
2020年、現役を引退した。 